# Серпантина

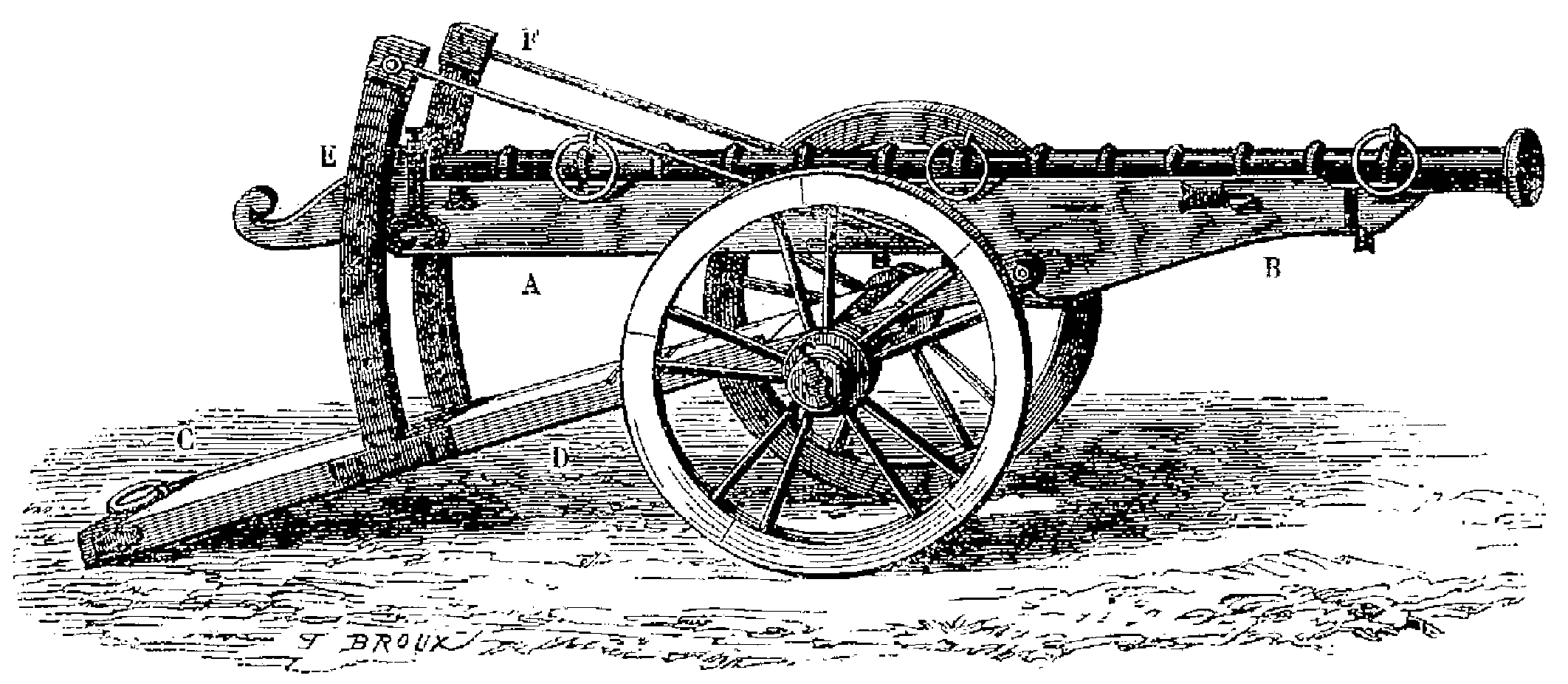
Серпантина

Серпантина (також серпант, серпент)  - тип гармат XV століття, по формі серпантини загалом нагадують кулеврини, але серпантини мають значно довший ствол
. 
Призначалися для польових битв і встановлювалися на колісних лафетах, як правило, обладнаних "кремальєрами" - пристроями для зміни кута нахилу ствола, що дозволяло ефективно вести прицільну стрільбу
. 
Заряджалися серпантини з казенної частини за допомогою зарядних камор. Це був дуже інноваційний метод заряджання, на той час. Довжина ствола становила від 1,2 до 2,1 м, калібр від 50 до 150 мм (у кулеврин від 0,6 до 1,2 м і від 25 до 50 мм відповідно).  У Бургундському герцогстві серпантини використовувалися з 1430 рік.  Саме на кулеврини вперше з'явилися цапфи останні були дуже важливим винаходом у ході еволюції артилерійських знарядь, дозволивши істотно поліпшити вертикальне наведення. Казнозарядність, разом із довгим стволом, робить серпантини дещо схожими на сучасні гармати. Про те технології минулих століть, не давали змоги повністю перевести артилерію на казно зарядний принцип стрільби. 
Запис про вилив у бельгійському Ліллі серпантину з цапфами датується 1463 роком
.
Назва зброї була споріднена з кулевринами: англ. serpentine — «змієподібний», serpent — «змій», і фр. Couleuvrine — «змія», «гадюка».Такі назви пояснювалися тим, що довгі бронзові стовбури знарядь, що згодом зеленіли, дещо нагадували тулуб змії.  

## Див також
- Кулеврина
- Фоглер
- Фальконет
- Рибадекін
- Бомбарда
- Василіск